# خالد عريقات
خالد أحمد خالد عريقات (وُلد في 20 مارس 1955 في أبو ديس) دبلوماسي فلسطيني، شغل بين عامي 2006 و2011 منصب سفير فلسطين لدى أوكرانيا، وبين عامي 2011 و2022 منصب سفير فلسطين في روسيا البيضاء.

## حياته
وُلد في بلدة أبو ديس عام 1955 إبان فترة الإدارة الأردنية للضفة الغربية، وتلقى فيها تعليمه المدرسي.
التحق بجامعة دمشق، لكنه اضطر إلى قطع دراسته فيها والانتقال إلى لبنان بسبب الخلاف بين النظام السوري ومنظمة التحرير الفلسطينية، واستكمل دراسته الجامعية في موسكو في الاتحاد السوفيتي وشغل منصب رئيس الاتحاد العام لطلبة فلسطين و«أمين سر اقليم» حركة فتح هناك، وحصل على شهادة الدكتوراه في علم القانون الدولي.
عُين مستشارًا ثقافيًا في مكتب منظمة التحرير الفلسطينية في موسكو، ثم عاد إلى الأراضي الفلسطينية بعد اتفاق أوسلو، وشغل منصب مدير عام في وزارة التعليم العالي.
انتقل للعمل في وزارة التخطيط والتعاون الدولي الفلسطينية، وتدرج في السلم الوظيفي للوزارة حتى عُين عام 2005 سفيرًا لدى أوكرانيا حتى عُين عام 2011 سفيرًا لدى بيلاروس واستمر حتى 2022. كان عميدًا للسلك الدبلوماسي في بيلاروس.